# Tazacorte
Tazacorte és un municipi de l'illa de La Palma, situat a l'arxipèlag de les illes Canàries, que pertany a la província de Santa Cruz de Tenerife.

## Població
| Any  | Població | Densitat   |
| ---- | -------- | ---------- |
| 1991 | 6.502    | -          |
| 1996 | 6.909    | -          |
| 2001 | 5.062    | 460.18/km² |
| 2002 | 6.108    | -          |
| 2003 | 6.107    | 537.12/km² |
| 2004 | 5.797    | 514.37/km² |
| 2006 | 5.830    | 512,75/km² |

## Economia
La pesca és costanera i la seua agricultura de plàtans, fruiters i hortalisses.

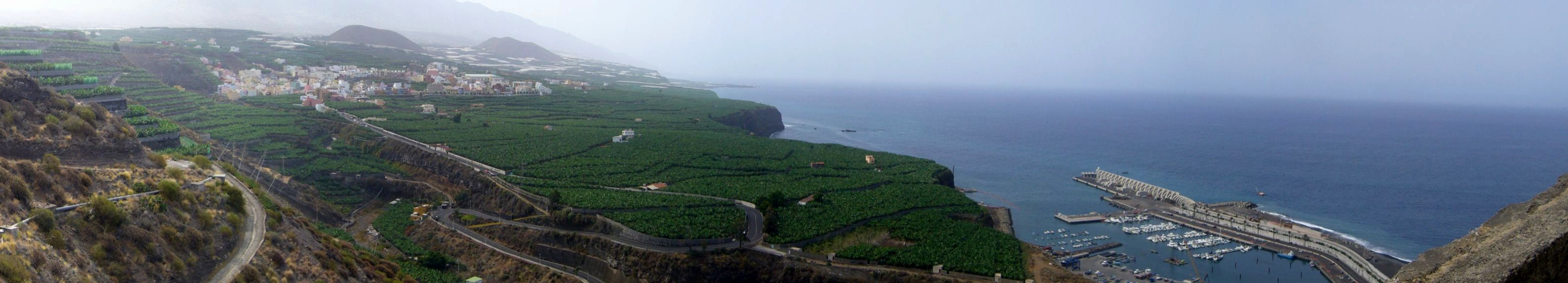
Panoràmica de Tazacorte